# El Rosil
El Rosil ist ein Weiler in der  Parroquia Villoria der Gemeinde Laviana in der autonomen Region Asturien in Spanien.

## Geographie
El Rosil ist ein Weiler, der seit 1996 nicht mehr bewohnt wird. El Rosil ist 6,5 km von Pola de Laviana, dem Hauptort der  Gemeinde Laviana, entfernt und liegt auf 665 msnm.

## Wirtschaft
Seit alters her wird Kohle und Eisen  in der Region abgebaut, heute baut noch die Tourismusindustrie daran auf. Die Land- und Forstwirtschaft prägt seit jeher die Region.

## Klima
Angenehm milde Sommer mit ebenfalls milden, selten strengen Wintern. In den Hochlagen können die Winter durchaus streng werden.